# Diamond Mine
Diamond Mine è un album in studio dei musicisti britannici King Creosote e Jon Hopkins, pubblicato il 28 marzo 2011 dalla Domino Records.
Ispirato dall'East Neuk of Fife, l'album unisce i brani di Creosote con il field recording caratteristico di Hopkins. Riguardo alla pubblicazione, Creosote ha affermato di non sapere cosa realizzare in futuro «perché, in svariati modi, sono giunto al picco. Non so dove andare da qui». Diamond Mine ha ricevuto una candidatura al Premio Mercury 2011 e ha venduto circa 25 000 copie nel corso dell'anno.

## Antefatti
I due artisti hanno avuto modo di collaborare insieme in precedenza, con Hopkins produttore degli album Bombshell (2007) e parte di Flick the Vs (2009) di Creosote. I brani che compongono Diamond Mine, gran parte di essi originariamente ideati da Creosote, sono stati completati in circa sette anni, con Creosote che ha affermato «Non c'era un obiettivo prefissato, era solo un brano [composto uno] alla volta». L'album si avvale sostanzialmente dell'utilizzo di musica concreta, con Hopkins che ha spiegato che i brani indicano «una versione romanzata di Fife. Molto di esso è relativo alla mia prima esperienza di recarmi là [...] Si tratta un po' della mia visione sognante della vita. [...] È il modo in cui Parigi appare in Amélie».
King Creosote ha registrato le proprie parti vocali presso il Cafe Music di Londra.

## Promozione
Diamond Mine è stato distribuito il 28 marzo 2011 dalla Domino Records nei formati CD, LP e download digitale. Ad esso ha fatto seguito la pubblicazione del primo singolo Bubble, distribuito per il download digitale a partire dal 30 maggio; il secondo singolo estratto è stato Bats in the Attic, reso disponibile l'8 agosto anch'esso per il download digitale esclusivamente per il mercato britannico.
Il 16 settembre 2011 il duo ha pubblicato l'EP Honest Words, contenente due brani inediti e una versione riarrangiata di Bats in the Attic. Questi brani sono stati successivamente inseriti nella riedizione di Diamond Mine, denominata Diamond Mine Jubilee Edition e distribuita il 16 aprile 2012. La riedizione è stata anticipata dall'uscita del doppio singolo John Taylor's Month Away/Missionary, avvenuta il 6 febbraio dello stesso anno. Ad esso ha fatto seguito un ulteriore singolo, Third Swan, reso disponibile il 21 aprile 2012 su 45 giri.

## Tracce
Testi di Kenny Anderson, musiche di Kenny Anderson e Jon Hopkins.
1. First Watch – 2:36
2. John Taylor's Month Away – 6:31
3. Bats in the Attic – 3:43
4. Running on Fumes – 6:36
5. Bubble – 5:34
6. Your Own Spell – 3:51
7. Your Young Voice – 3:17

Tracce bonus nella Jubilee Edition
1. Honest Words – 3:06
2. Aurora Boring Alias – 4:00
3. Bats in the Attic (Unravelled) – 3:25
4. Missionary – 2:56
5. Third Swan – 3:24
6. Starboard Home – 5:53

## Formazione
Musicisti
- King Creosote – voce, chitarra acustica e campionatore
- Jon Hopkins – pianoforte, armonium, elettronica, field recording, percussioni, arrangiamento
- Lisa Lindley-Jones – cori
- Emma Smith – violino
- Leo Abrahams – banjo
- Mark Sutherland – batteria (traccia 2)
- Phil Wilkinson – batteria (traccia 3)

Produzione
- Jon Hopkins – produzione, registrazione
- Mark Sutherland – registrazione
- Cherif Hashizume – registrazione
- Guy Davie – mastering

## Classifiche
| Classifica (2011) | Posizione massima |
| ----------------- | ----------------- |
| Regno Unito       | 82                |